# Gunther Witte
Gunther Witte (* 26. September 1935 in Riga, Lettland; † 16. August 2018 in Berlin) war ein deutscher Dramaturg, Fernsehredakteur, Filmproduzent und Drehbuchautor. Er war der Erfinder der Fernsehreihe Tatort und von 1979 bis 1998 Fernsehspielchef beim WDR.

## Leben
Witte verbrachte seine Jugend in Berlin. Von 1953 bis 1957 studierte er an der Ost-Berliner Humboldt-Universität Germanistik und Theaterwissenschaften. Er arbeitete als Dramaturg an den Städtischen Theatern Karl-Marx-Stadt, bevor er 1961 von der DDR in die Bundesrepublik wechselte und freier Lektor bei der Bavaria wurde. Ab 1963 war er als Redakteur und Dramaturg in der Fernsehspiel-Abteilung des WDR tätig.
Im Auftrag seines damaligen Abteilungsleiters Günter Rohrbach entwickelte Witte 1969 das Konzept für die ARD-Krimireihe Tatort. Sie sollte den zunehmend erfolgreichen Krimis des ZDF Konkurrenz machen. Das Vorbild war die auf tatsächlichen Kriminalfällen basierende Hörspielserie Es geschah in Berlin des West-Berliner Hörfunksenders RIAS, die Witte aus seiner Studienzeit kannte. Die 1970 gestartete, zunächst nur für zwei Jahre geplante Tatort-Reihe konnte sich dauerhaft etablieren. Witte war auch als Tatort-Koordinator der ARD tätig.
Als WDR-Redakteur arbeitete Witte mit Regisseuren wie Volker Schlöndorff (Die verlorene Ehre der Katharina Blum, 1975), Wolfgang Petersen (u. a. Die Konsequenz, 1977) und Rainer Werner Fassbinder (Berlin Alexanderplatz, 1980) zusammen. Gemeinsam mit Bernhard Wicki schrieb er das Drehbuch zu dessen Spielfilm Die Eroberung der Zitadelle, der 1977 im Wettbewerb der Berlinale lief. 1979 stieg Witte zum verantwortlichen Leiter der Abteilung Fernsehspiel des WDR auf. Er förderte die Entwicklung des Doku-Dramas und unterstützte Hans W. Geißendörfer bei der Realisierung der 1985 gestarteten Fernsehserie Lindenstraße, zu der er auch den Titel beitrug. Im September 1998 ging er in den Ruhestand und zog wieder nach Berlin. Sein Nachfolger beim WDR wurde Gebhard Henke.
Witte erhielt 2001 die „Besondere Ehrung“ des Adolf-Grimme-Preises für Persönlichkeiten, die sich um das Fernsehen verdient gemacht haben. Seit Juli 2007 war er Ehrenmitglied der Deutschen Filmakademie. Bei der Bambi-Gala 2013 wurde er als Erfinder des Tatorts mit dem Ehrenpreis der Jury ausgezeichnet.

## Biografisches
- Egon Netenjakob: Strategie und stille Leidenschaft: Porträt des Dramaturgen und WDR-Fernsehspiel-Chefs Gunther Witte. In: Funkkorrespondenz, 46 (1998) 39, S. 10–19.
- Klaus Michael Heinz: WDR Geschichte(n) – Eine Zeitreise in 14 Interviews: Gunther Witte. WDR Fernsehen, 2018 (online in der WDR Mediathek).